# Pterelao
Pterelao era nieto de Poseidón e hijo de Tafio. Su abuelo Poseidón le había concedido la inmortalidad, dándole un cabello de oro que había puesto sobre su cabeza. Por eso, durante la guerra que los Tafios y los teléboas llevaron a cabo contra Anfitrión y Céfalo la ciudad de Pterelao se mantenía inexpugnable, pues no caería, según un oráculo, mientras Pterelao siguiese vivo. 
Sin embargo, una hija suya, Cometo, enamorada de Anfitrión, traicionó a su padre y le cortó el mágico cabello, lo que supuso la ruina para Pterelao, para ella y para la ciudad. Por eso esta historia guarda cierta semejanza con la de Sansón y Dalila.
Esta guerra fue provocada por los hijos de Pterelao que, después de pretender el trono de Electrión, robaron sus rebaños. En un duelo entre los hijos de ambos reyes, murieron todos menos Everes, hijo de Pterelao, y Licimnio, hijo de Electrión y hermano de Alcmena, la esposa de Anfitrión.
La base mítica de Pterelao y Cometo se repite de manera similar en la de Escila y Niso. El recorte anual durante el solsticio de verano del rey sagrado a través de una mujer, a veces su consorte, que lo traiciona en post de un amante, formaba parte de un ritual de origen libio extendido a Asia Menor y Grecia llamado Comiria. El cabello dorado, generalmente en forma de bucles o trenzas representaba el poder del rey solar, el cual era rasurado antes de ser ritualmente sacrificado.